# Uda (affluente del Selenga)
La Uda (in russo Уда́?, Udá; in buriato: Үдэ гол, Üde gol) è un fiume della Russia siberiana orientale meridionale, affluente destro del Selenga (bacino idrografico del lago Bajkal). Scorre nei rajon Eravninskij, Chorinskij e Zaigraevskij della Repubblica Autonoma della Buriazia.
Nasce dal versante meridionale dei rilievi dell'altopiano del Vitim, scorrendo su tutto il percorso con direzione mediamente sudoccidentale, in ambiente prettamente montano e drenando una valle piuttosto stretta sul versante settentrionale dei monti Jablonovyj. Sfocia nel Selenga presso l'importante città di Ulan-Udė. I principali affluenti sono: Chudan e Brjanka dalla sinistra idrografica, Kurba e Ona dalla destra.
La Uda è ghiacciata, in media, da ottobre/novembre a fine aprile/primi di maggio; il letto congela interamente nel periodo fra dicembre ed aprile, periodo nel quale si raggiungono i minimi annui di portata d'acqua (si può scendere a valori poco superiori a 1 m³/s). Come quasi tutti i fiumi siberiani, manifesta le piene annue nella tarda primavera, quando invece la portata può superare i 1 200 m³/s.